# Viriville
Cet article possède un paronyme, voir Virandeville.
Viriville est une commune française située dans le département de l'Isère, en région Auvergne-Rhône-Alpes.
Autrefois rattachée à la province royale du Dauphiné, la commune est, depuis 2014, adhérente à la Communauté de communes Bièvre Isère. Les habitants de la commune sont dénommés les Virivillois.

## Géographie

### Situation et description

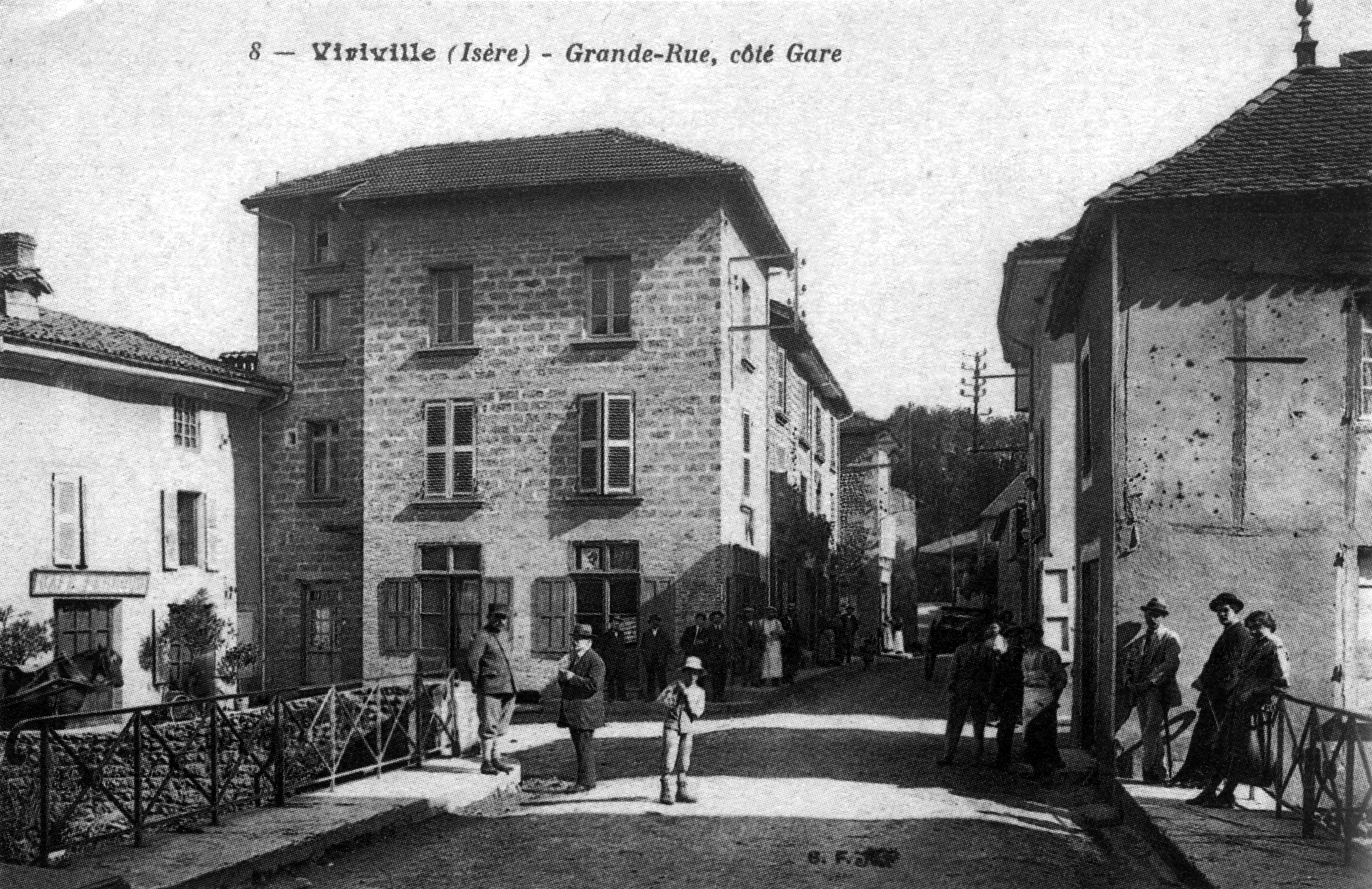
La Grande-Rue, côté gare, en 1907.

Positionnée entre Lyon, Grenoble, Valence et Bourgoin-Jallieu, Viriville se trouve plus précisément dans la Plaine de Bièvre, dans le secteur du Bas Dauphiné, en Isère
La commune est située à 9 km au sud de La Côte-Saint-André.

### Géologie

#### Plateau de Chambaran
Le plateau de Chambaran borde la partie méridionale du territoire de Viriville. Il se compose de « cailloutis polygéniques » sans stratification visible, emballés dans un ensemble argilo-limoneux. Jusqu'à une dizaine de mètres de profondeur, ce cailloutis est essentiellement composé de roches siliceuses dont des quartzites mais très fortement altérées. Selon la notice d'une carte géologique au 1/50 000 : « cette formation, attribuée par certains auteurs à une nappe alluviale villafranchienne, peut aussi bien représenter, en totalité ou en partie, le niveau supérieur, altéré, des conglomérats miocène ».
Le plateau de Chambaran est classé à l'inventaire national du patrimoine naturel.

#### Plaine de Bièvre
Cette pénéplaine, située au nord du territoire virivillois est, en fait, une large vallée ouverte entre celle de l'Isère (qu'elle domine) et le cours du Rhône et dont la forme régulière en auge à fond plat suggère une origine glaciaire, ce que confirme la présence de dépôts morainiques.

### Climat
Pour des articles plus généraux, voir Climat d'Auvergne-Rhône-Alpes et Climat de l'Isère.
En 2010, le climat de la commune est de type climat des marges montargnardes, selon une étude du Centre national de la recherche scientifique s'appuyant sur une série de données couvrant la période 1971-2000. En 2020, Météo-France publie une typologie des climats de la France métropolitaine dans laquelle la commune est exposée à un climat de montagne ou de marges de montagne et est dans une zone de transition entre les régions climatiques « Moyenne vallée du Rhône » et « Alpes du nord ». 
Pour la période 1971-2000, la température annuelle moyenne est de 11,1 °C, avec une amplitude thermique annuelle de 17,6 °C. Le cumul annuel moyen de précipitations est de 985 mm, avec 9,3 jours de précipitations en janvier et 6,3 jours en juillet. Pour la période 1991-2020, la température moyenne annuelle observée sur la station météorologique de Météo-France la plus proche, « Grenoble-Saint-Geoirs », sur la commune de Saint-Étienne-de-Saint-Geoirs à 12 km à vol d'oiseau, est de 11,5 °C et le cumul annuel moyen de précipitations est de 915,1 mm,. Pour l'avenir, les paramètres climatiques de la commune estimés pour 2050 selon différents scénarios d'émission de gaz à effet de serre sont consultables sur un site dédié publié par Météo-France en novembre 2022.

### Voies de communication
Le territoire communal est traversé par la route départementale 156 (RD156) qui rejoint la RD519 en limite nord du territoire.

## Urbanisme

### Typologie
Au 1er janvier 2024, Viriville est catégorisée commune rurale à habitat dispersé, selon la nouvelle grille communale de densité à sept niveaux définie par l'Insee en 2022.
Elle est située hors unité urbaine et hors attraction des villes,.

### Occupation des sols
L'occupation des sols de la commune, telle qu'elle ressort de la base de données européenne d’occupation biophysique des sols Corine Land Cover (CLC), est marquée par l'importance des territoires agricoles (60,2 % en 2018), en diminution par rapport à 1990 (62,4 %). La répartition détaillée en 2018 est la suivante : 
forêts (32,4 %), terres arables (27,7 %), zones agricoles hétérogènes (21,8 %), prairies (10,7 %), zones urbanisées (3,1 %), milieux à végétation arbustive et/ou herbacée (2,6 %), zones industrielles ou commerciales et réseaux de communication (1,7 %). L'évolution de l’occupation des sols de la commune et de ses infrastructures peut être observée sur les différentes représentations cartographiques du territoire : la carte de Cassini (XVIIIe siècle), la carte d'état-major (1820-1866) et les cartes ou photos aériennes de l'IGN pour la période actuelle (1950 à aujourd'hui).

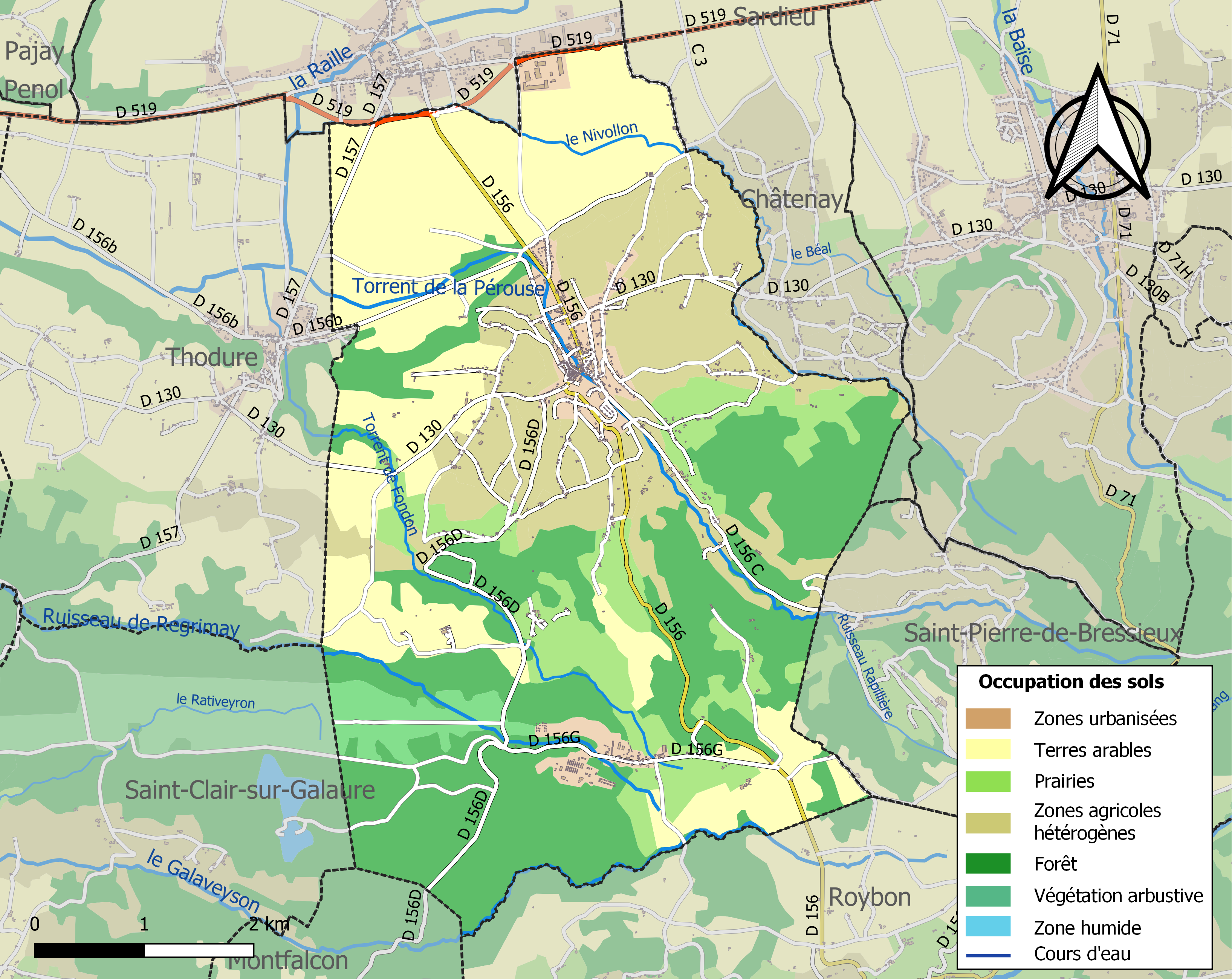
Carte des infrastructures et de l'occupation des sols de la commune en 2018 (CLC).

### Risques naturels et technologiques

#### Risques sismiques
L'ensemble du territoire de la commune de Viriville est situé en zone de sismicité no 3 (sur une échelle de 1 à 5), comme la plupart des communes de son secteur géographique.
| Type de zone | Niveau            | Définitions (bâtiment à risque normal) |
| ------------ | ----------------- | -------------------------------------- |
| Zone 3       | Sismicité modérée | accélération = 1,1 m/s2                |

## Toponymie
Au fil des documents anciens : Veteris Villae (902) - Veiravilla (fin du XIe siècle) - Verevilla (1107) - Virivilla et Veravilla  au fil des XIIe siècle et XIIIe siècle, enfin Viriville en 1629 sur la carte de Cassini.
Une des origines proposées pourrait découler du latin Vetéris (de vieille date, que l'on retrouve dans vétuste) et Villa (domaine), soit le vieux domaine, ce qui montrerait qu'en 902, l'endroit était déjà ancien.
D'autre possibilités plus ou moins incertaines seraient : d'après le propriétaire romain Virius, ou du celte Vir ou Vera (petite rivière), ou encore du latin Vir (homme) ou Virilis (viril, fort) qui signifierait ville des hommes ou ville forte.

## Histoire

### Époque contemporaine

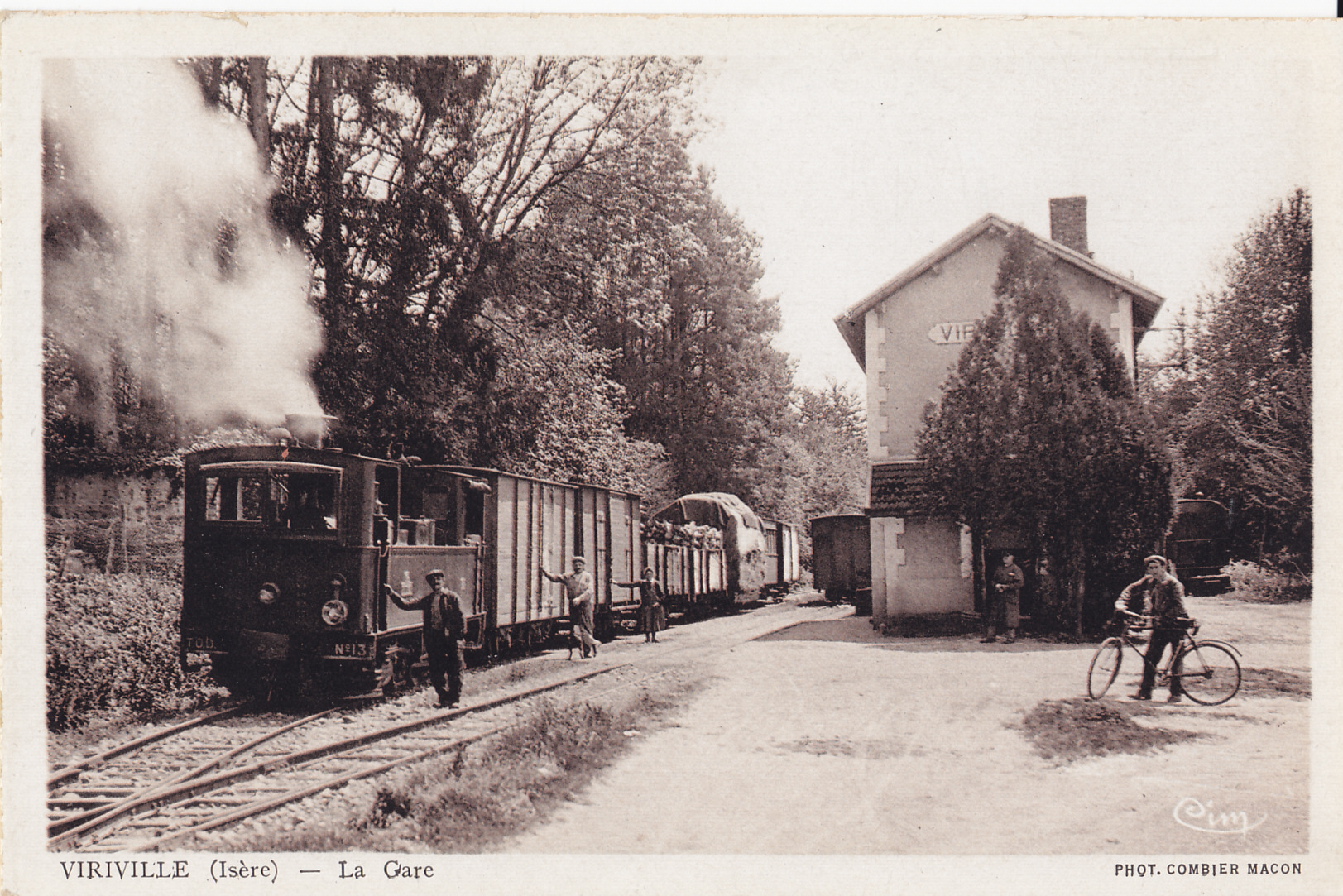
Virivile fut de 1900 à 1937 le terminus d'une ligne de chemin de fer secondaire à voie métrique des Tramways de l'Ouest du Dauphiné, qui la reliait à La Côte-Saint-André.

En 1802, une femme appelée Jeanne Sappey fit don de toutes ses richesses aux Maquiaux, aux jeunes du village de Viriville, pour que tous les ans, au mois d'août en son souvenir ils fassent une grande fête. Ils ont perpétué la tradition jusqu'à maintenant. Le 1er avril 1983, la grande rue du village a été rebaptisée Grande rue Jeanne Sappey, ce qui n'était qu'une farce perdura et le nom est resté..

## Politique et administration

### Liste des maires
| Période                                  | Période  | Identité               | Étiquette | Qualité                     |
| ---------------------------------------- | -------- | ---------------------- | --------- | --------------------------- |
| mars 2001                                | 2020     | Bernard Gillet         | DVD       | Agriculteur retraité        |
| 2020                                     | En cours | Françoise Sempé-Buffet | DVD       | Retraitée de l'aéronautique |
| Les données manquantes sont à compléter. |          |                        |           |                             |

## Population et société

### Démographie
L'évolution du nombre d'habitants est connue à travers les recensements de la population effectués dans la commune depuis 1793. Pour les communes de moins de 10 000 habitants, une enquête de recensement portant sur toute la population est réalisée tous les cinq ans, les populations de référence des années intermédiaires étant quant à elles estimées par interpolation ou extrapolation. Pour la commune, le premier recensement exhaustif entrant dans le cadre du nouveau dispositif a été réalisé en 2005.

En 2022, la commune comptait 1 704 habitants, en évolution de +4,03 % par rapport à 2016 (Isère : +3,07 %, France hors Mayotte : +2,11 %).
| 1793  | 1800  | 1806  | 1821  | 1831  | 1836  | 1841  | 1846  | 1851  |
| ----- | ----- | ----- | ----- | ----- | ----- | ----- | ----- | ----- |
| 1 511 | 1 390 | 1 856 | 1 938 | 2 060 | 2 068 | 2 056 | 2 092 | 2 078 |

| 1856  | 1861  | 1866  | 1872  | 1876  | 1881  | 1886  | 1891  | 1896  |
| ----- | ----- | ----- | ----- | ----- | ----- | ----- | ----- | ----- |
| 1 874 | 1 889 | 1 596 | 1 519 | 1 601 | 1 583 | 3 162 | 1 759 | 1 667 |

| 1901  | 1906  | 1911  | 1921  | 1926  | 1931  | 1936  | 1946  | 1954  |
| ----- | ----- | ----- | ----- | ----- | ----- | ----- | ----- | ----- |
| 1 669 | 1 360 | 1 417 | 1 261 | 1 201 | 1 850 | 1 188 | 1 208 | 1 192 |

| 1962  | 1968  | 1975  | 1982  | 1990  | 1999  | 2005  | 2006  | 2010  |
| ----- | ----- | ----- | ----- | ----- | ----- | ----- | ----- | ----- |
| 1 107 | 1 130 | 1 171 | 1 167 | 1 225 | 1 207 | 1 281 | 1 291 | 1 545 |

| 2015  | 2020  | 2022  | - | - | - | - | - | - |
| ----- | ----- | ----- | - | - | - | - | - | - |
| 1 634 | 1 681 | 1 704 | - | - | - | - | - | - |

### Enseignement
La commune est rattachée à l'académie de Grenoble et elle gère une école primaire publique « École de la Pérouse » .
Le collège de secteur, Marcel Mariotte, situé à St Simeon de Bressieux, accueille les élèves de la 6e à la 3e.
La commune est rattachée au secteur du lycée Hector Berlioz à La Côte St André. Il propose entre autres, en plus des 7 spécialités communes à la plupart des lycées généraux, la spécialité Sciences de l’Ingénieur, une section Européen Anglais, une section Européen Italien, un Bac Français International Anglais-Italien, une préparation "Sciences Po".

### Équipements et animations culturelles
- « Pucier » les deuxièmes dimanches du mois.
- La « fête de la Jeanne Sappey », où les célibataires peuvent se rencontrer depuis 150 ans. 10 000 visiteurs par an. En août[28].

### Médias
Historiquement, le quotidien à grand tirage Le Dauphiné libéré consacre, chaque jour, y compris le dimanche, dans son édition Isère-Nord, un ou plusieurs articles à l'actualité de la communauté de communes, du canton, ainsi que des informations sur les éventuelles manifestations locales, les travaux routiers, et autres événements divers à caractère local.
Ici Isère est la radio publique qui émet sur son territoire ainsi que dans tout le département de l'Isère.

### Cultes
La communauté catholique de Viriville et son église (propriété de la commune) relève de la paroisse Saint Pierre des Chambarands qui regroupe huit église de la région et une abbaye, située dans la commune. Cette paroisse est rattachée au Diocèse de Grenoble-Vienne.

## Culture et patrimoine

### Lieux et monuments

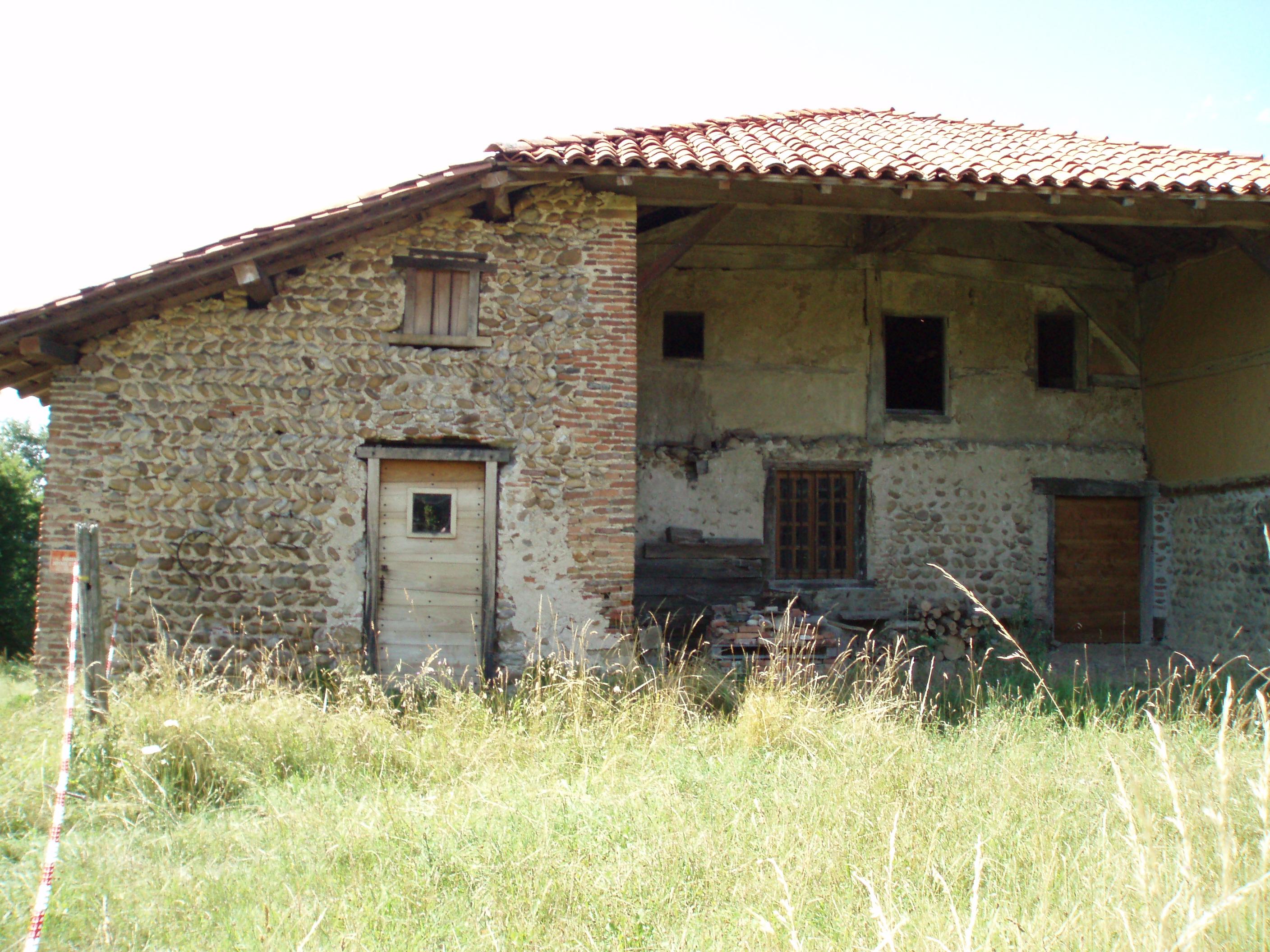
La ferme des Bonnettes de Viriville.

- La ferme des Bonnettes, classée en 2003 au titre des Monuments historiques[30].
- Vestiges du château fort de Viriville, des XIIe et XIIIe siècles, faisant suite à une motte castrale[31].
- Ruines du château de Grolée, du XVIe siècle[31].
- La chapelle de Grolée, labellisée Patrimoine en Isère[32], abritant une peinture sur bois du début du XVIIe siècle[33].
- Le prieuré Saint-Robert, labellisé Patrimoine en Isère[32].
- Église de l'Assomption de Viriville.
- Le Bocage - Colonie de Vacances - Ancien couvent des Ursulines[34],[35].

### Personnalités liées à la commune
- Jeanne Sappey.
- Jules Albert Peillet, né à Viriville, modèle de Béatrix Beck pour le héros de son ouvrage Léon Morin, prêtre.

### Héraldique
| Blason de Viriville | Blason  | Parti : gironné d'argent et de sable, brisé en cœur d'une couronne d'or, de gueules à une bande d'or portant trois grives de sables. |
| Blason de Viriville | Détails | Le statut officiel du blason reste à déterminer.                                                                                     |